# 넬슨 유나이티드 AFC
넬슨 유나이티드 AFC(영어: Nelson United Association Football Club)는 남섬 도시 넬슨을 연고로 하는 뉴질랜드의 축구단이었다.
팀은 넬슨 티스틀(1924년 설립)과 넬슨 레인전스(1950년 세터러스로 설립, 1959년 이름 변경)의 합병을 통해 1968년에 설립되었다. 넬슨 유나이티드는 이후 넬슨 메츠로우, 넬슨 시티 및 타우나와의 합병하여 FC 넬슨을 설립했다.
합병되기 전 유나이티드는 1976-80, 1983-88, 1991-92년에 구 뉴질랜드 내셔널 풋볼 리그에서 최고의 활약을 펼쳤었다. 1977년 채텀 컵의 우승팀이였으며 1978년에는 준우승을 기록했다.